# ۵۲۸ (خورشیدی)
۵۲۸ پانصد و بیست و هشتمین سال هجری خورشیدی است.